# Fritz Lahr
Fritz Lahr (* 12. Mai 1890 in Salzburg; † 27. März 1953 in Wien) war ein österreichischer Heimwehr-Organisator und 1938 für zwei Tage Geschäftsführender Bürgermeister von Wien.

## Leben
Der in Salzburg geborene Fritz Lahr lebte seit seinem sechsten Lebensjahr in Wien. Nach dem Besuch der Theresianischen Militärakademie in Wiener Neustadt war er im Ersten Weltkrieg als Offizier im aktiven Dienst, zuletzt als Kommandant des k.u.k. Feldartillerieregiments Nr. 157. Er nahm nach dem Krieg im Rang eines Majors seinen Abschied. Politisch engagierte sich Lahr ab Anfang 1927 beim Wiener Heimatschutz, avancierte zum Organisationsleiter und 1932 unter Emil Fey zum Landesführer-Stellvertreter von Wien. Im Februar 1934 organisierte er den sogenannten „Wehrsturm“, der in die Kämpfe gegen den sozialdemokratischen Schutzbund eingriff. Er wurde in der Folge zum Vizebürgermeister von Wien ernannt. Zur Zeit des Verbotes der österreichischen NSDAP unterhielt er zu dieser enge Beziehungen. So kam es, dass Lahr in den „Anschlusstagen“ 1938 in der Nacht von 11. auf 12. März 1938 mit etwa 160 Bewaffneten des SA-Sturmbanns I/99 „Oberland“ das Rathaus besetzte und die Rathauswache zwang, ihre Waffen niederzulegen.
Der neu ernannte nationalsozialistische Bundeskanzler Arthur Seyß-Inquart beauftragte am Folgetag den Vizebürgermeister Lahr mit der Führung der Geschäfte des Bürgermeisters von Wien. Der bisherige Bürgermeister Richard Schmitz wurde verhaftet, im Gefangenenhaus am Donaukanal interniert und später mit dem Prominententransport in das KZ Dachau verschleppt. Lahr begann sofort mit personellen Säuberungen in der Magistratsverwaltung und ließ noch am 12. März den Rathausplatz in „Adolf-Hitler-Platz“ umbenennen. Am 13. März nahm er an der „feierlichen Begrüßung“ der ersten deutschen Wehrmacht-Einheiten am Frachtenbahnhof Matzleinsdorf teil. Noch am gleichen Tag wurde er von dem Nationalsozialisten Hermann Neubacher abgelöst. Ein Antrag auf Aufnahme in die NSDAP wurde 1939 mit Hinweis auf seine Stellung in der Heimwehr während der Dollfuß-Schuschnigg-Zeit abgewiesen. Er starb 1953 in Wien.